# Wilhelm Goldhagen

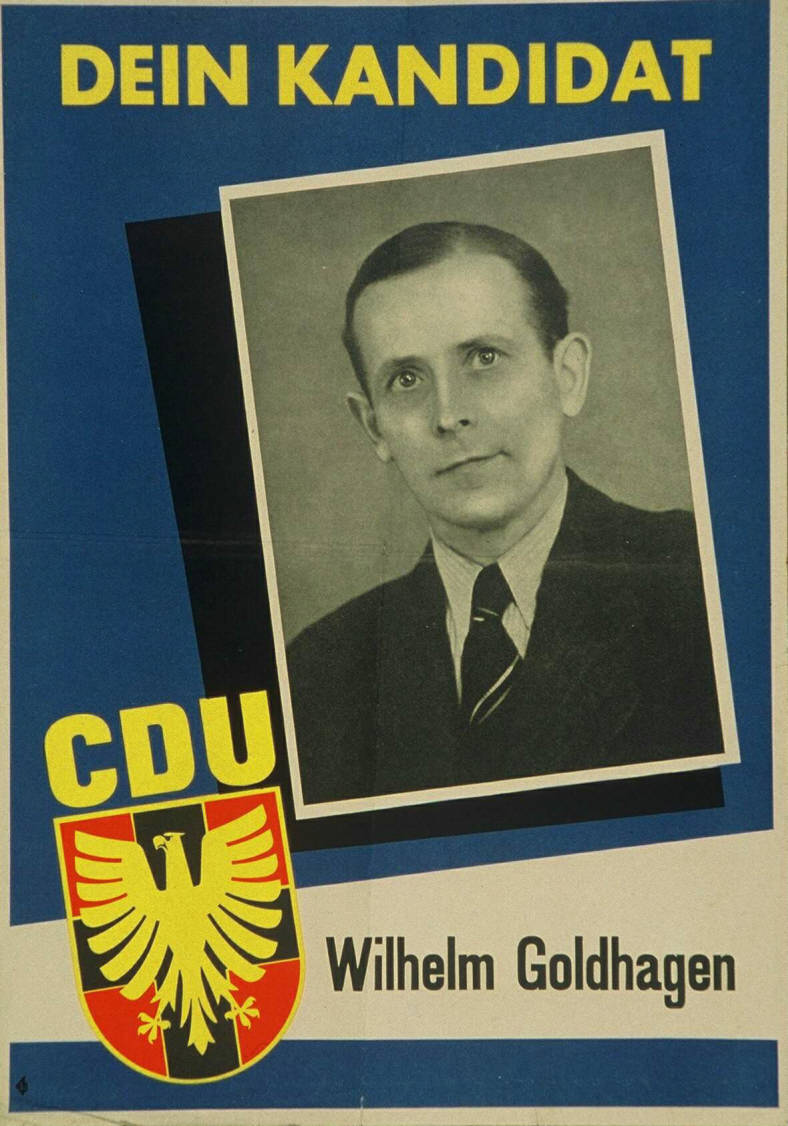
Kandidatenplakat Wilhelm Goldhagens zur Bundestagswahl 1953

Wilhelm Goldhagen (* 9. März 1901 in Bokel (Kreis Pinneberg); † 7. Januar 1964 in Hamburg) war ein deutscher Politiker der CDU.

## Leben und Beruf
Goldhagen, der evangelisch-lutherischen Glaubens war, arbeitete nach dem Abitur auf dem Realgymnasium zunächst als Landwirt. Ab 1928 studierte er Rechtswissenschaft und Volkswirtschaftslehre in Hamburg und Kiel. 1932 legte er die erste und 1935 die große juristische Staatsprüfung ab. Anschließend wurde er Abteilungsleiter in der Landesbauernschaft der Provinz Schleswig-Holstein. 1943 wechselte er als Abteilungsleiter und stellvertretender Geschäftsführer des Haupternährungsamtes in den Dienst der Freien und Hansestadt Hamburg. 
1946 schied Goldhagen aus dem Staatsdienst aus und machte sich als Landwirt selbständig.

## Partei
Goldhagen beantragte am 25. Juli 1937 die Aufnahme in die NSDAP und wurde rückwirkend zum 1. Mai desselben Jahres aufgenommen (Mitgliedsnummer 5.980.028). Nach dem Zweiten Weltkrieg schloss er sich der CDU an, er gehörte dem Kreisvorstand im Kreis Pinneberg und dem Agrarpolitischen Ausschuss des Landesverbandes Schleswig-Holstein an.

## Abgeordneter
Goldhagen war von 1953 bis zu seinem Tode Mitglied des Deutschen Bundestages. Er ist stets als direkt gewählter Abgeordneter des Wahlkreises Pinneberg in den Bundestag eingezogen.